# Microrégion d'Itapetininga
La microrégion d'Itapetininga est l'une des quatre microrégions qui subdivisent la mésorégion d'Itapetininga de l'État de São Paulo au Brésil.
Elle comporte 5 municipalités qui regroupaient 185 482 habitants en 2006 pour une superficie totale de 3 730 km².

## Municipalités[1]
- Alambari
- Angatuba
- Campina do Monte Alegre
- Guareí
- Itapetininga